# Castel di Casio
Castel di Casio – miejscowość i gmina we Włoszech, w regionie Emilia-Romania, w prowincji Bolonia.
Według danych na styczeń 2009 gminę zamieszkiwało 3505 osób przy gęstości zaludnienia 73,9 os./1 km².